# Surviving the Cut: duri a morire
Surviving the Cut: duri a morire (o in italiano Addestramento estremo) è un programma televisivo trasmesso su Discovery Channel e su DMAX. La serie mostra gli addestramenti delle migliori forze militari. In Italia è stata mandata in onda per la prima volta il 2 aprile 2012.

## Episodi

### Prima stagione
| Nº | N° Italia | Titolo                      | Titolo originale             | Prima TV USA      | Prima TV Italia |
| -- | --------- | --------------------------- | ---------------------------- | ----------------- | --------------- |
| 1  | 1         | Ranger School               | Ranger School                | 18 agosto 2010    | 2 aprile 2012   |
| 2  | 2         | Air Force Pararescue        | US Air Force Pararescue      | 25 agosto 2010    | 9 aprile 2012   |
| 3  | 4         | US Recon Marine             | US Marine Recon              | 1º settembre 2010 | 23 aprile 2012  |
| 4  | 3         | Special Forces Divers       | Special Forces Divers        | 8 settembre 2010  | 16 aprile 2012  |
| 5  | 5         | Navy EOD                    | Navy EOD Final Certification | 15 settembre 2010 | 30 aprile 2012  |
| 6  | 6         | Tiratori scelti dei Marines | Marine Snipers               | 22 settembre 2010 | 7 maggio 2012   |

### Seconda stagione
| Nº | N° Italia | Titolo | Titolo originale                                    | Prima TV USA   | Prima TV Italia  |
| -- | --------- | ------ | --------------------------------------------------- | -------------- | ---------------- |
| 1  |           |        | Naval Special Warfare Combatant Craft Crewman       | 11 luglio 2011 | 21 dicembre 2012 |
| 2  |           |        | US Army Sniper School                               | 18 luglio 2011 | 28 dicembre 2012 |
| 3  |           |        | US Air Force Special Operations Dive School         | 25 luglio 2011 | 4 gennaio 2013   |
| 4  |           |        | US Army Sapper School                               | 12 agosto 2011 | 11 gennaio 2013  |
| 5  |           |        | US Army 160th SOAR (A)                              | 19 agosto 2011 | 18 gennaio 2013  |
| 6  |           |        | Naval Special Warfare Combatant Craft Crewman (CQT) | 26 agosto 2011 | 25 gennaio 2013  |